# Movimento V República
O Movimento V República (em espanhol: Movimiento V República), mais conhecido pelo acrônimo MVR, foi um partido político de esquerda da Venezuela fundado por Hugo Chávez em 21 de outubro de 1997. Foi o partido político mais votado do país durante todo o período de sua breve existência, entre 1997 e 2007, quando foi dissolvido para integrar o Partido Socialista Unido de Venezuela (PSUV).

## Ideologia partidária
Sua ideologia foi baseada nos ideais de Simón Bolívar, o bolivarianismo, com elementos humanistas, socialistas e nacionalistas em favor da democracia participativa. O MVR é notável por ser um dos poucos partidos venezuelanos que adotaram o indigenismo, o que foi pouco atraente aos políticos venezuelanos, uma vez que os índios formam uma minoria de não mais que 2% da população do país.

## Ascensão política
A partir de 1999, quando chegou ao poder por ampla maioria dos votos do eleitorado venezuelano e lançou as bases políticas da Revolução Bolivariana, nome pelo qual é conhecido popularmente o período da história do país denominado V República, o MVR tornou-se o partido majoritário do sistema político venezuelano, desalojando do poder os poderosos partidos tradicionais Ação Democrática (AD) e Comitê de Organização Política Eleitoral Independente (COPEI), que se revezaram no poder ao longo de 40 anos após a adoção do Pacto de Punto Fijo em 1958, período que ficou conhecido como Quarta República.[carece de fontes?]

## Fusão com o PSUV
Em 2007, em movimento liderado pelo presidente à época Hugo Chávez para unificar as forças de esquerda apoiadoras do bolivarianismo em um partido nacional unificado, o MVR foi um dos partidos que se fundiram para dar origem ao Partido Socialista Unido da Venezuela (PSUV), principal partido político do país atualmente.

## Resultados eleitorais

### Eleições presidenciais
| Data | Candidato   | CI. | Votos     | %             | Status |
| ---- | ----------- | --- | --------- | ------------- | ------ |
| 1998 | Hugo Chávez | 1º  | 3 673 685 | 56,20 / 100,0 | Eleito |
| 2000 | Hugo Chávez | 1º  | 3 757 773 | 59,76 / 100,0 | Eleito |
| 2006 | Hugo Chávez | 1º  | 7 309 080 | 62,80 / 100,0 | Eleito |

### Eleições legislativas
| Data | CI. | Votos     | %             | +/-    | Deputados | +/- | Senadores | +/- | Status  |
| ---- | --- | --------- | ------------- | ------ | --------- | --- | --- | --- | ------- |
| 1998 | 2º  | 986 131   | 19,9 / 100,0  | Novo   | 35 / 207  | 35  | 8 / 54 | 8 | Governo |
| 2000 | 1º  | 1 977 992 | 44,38 / 100,0 | 24,48% | 92 / 165  | 57  | O Senado venezuelano foi dissolvido após a promulgação da Constituição de 1999, que adotou o regime unicameral com a fundação da atual Assembleia Nacional da Venezuela. | O Senado venezuelano foi dissolvido após a promulgação da Constituição de 1999, que adotou o regime unicameral com a fundação da atual Assembleia Nacional da Venezuela. | Governo |
| 2005 | 1º  | 2 041 293 | 60,06 / 100,0 | 15,68% | 118 / 165 | 26  | O Senado venezuelano foi dissolvido após a promulgação da Constituição de 1999, que adotou o regime unicameral com a fundação da atual Assembleia Nacional da Venezuela. | O Senado venezuelano foi dissolvido após a promulgação da Constituição de 1999, que adotou o regime unicameral com a fundação da atual Assembleia Nacional da Venezuela. | Governo |